# Joseph De Block

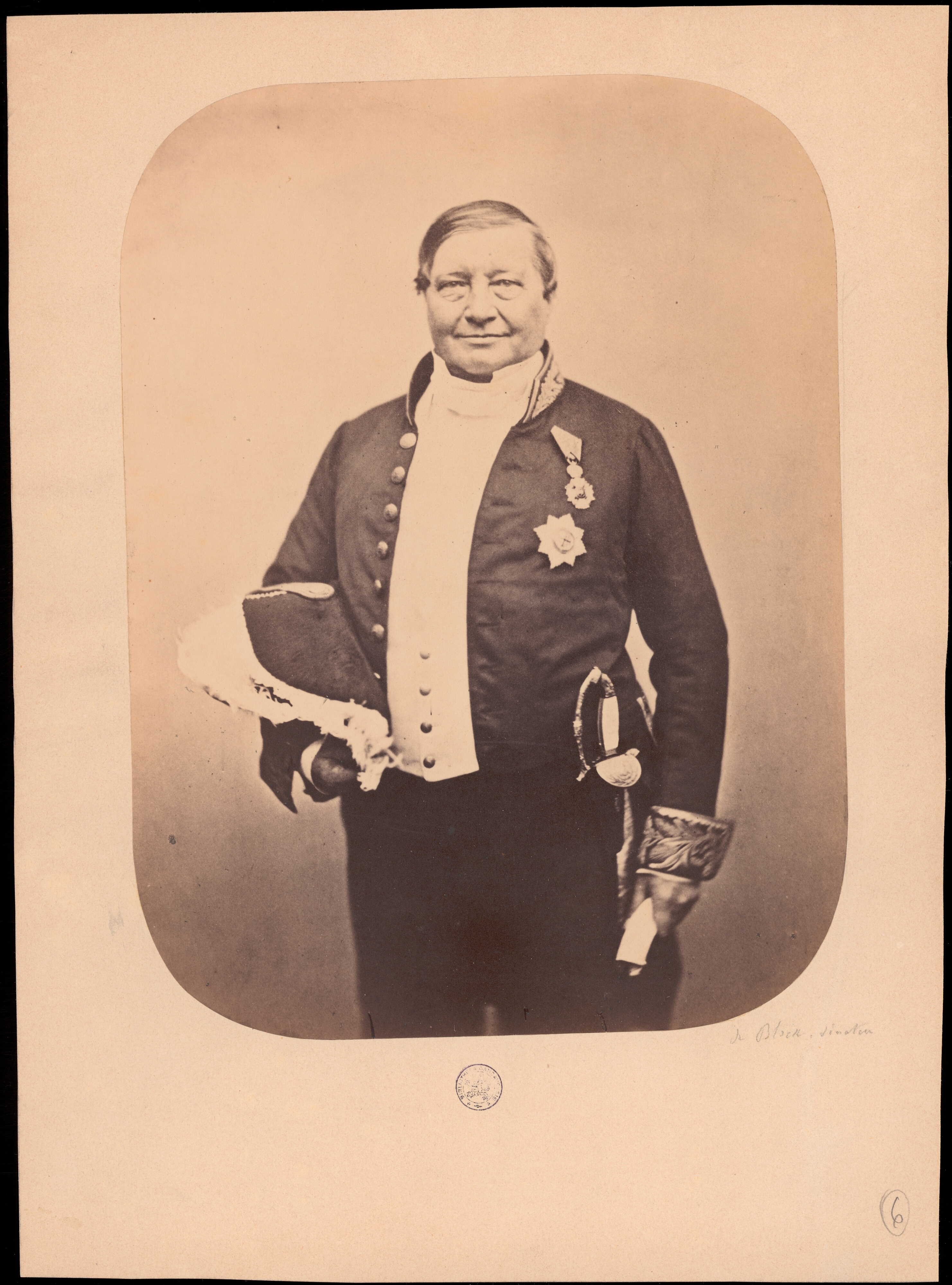
Joseph De Block

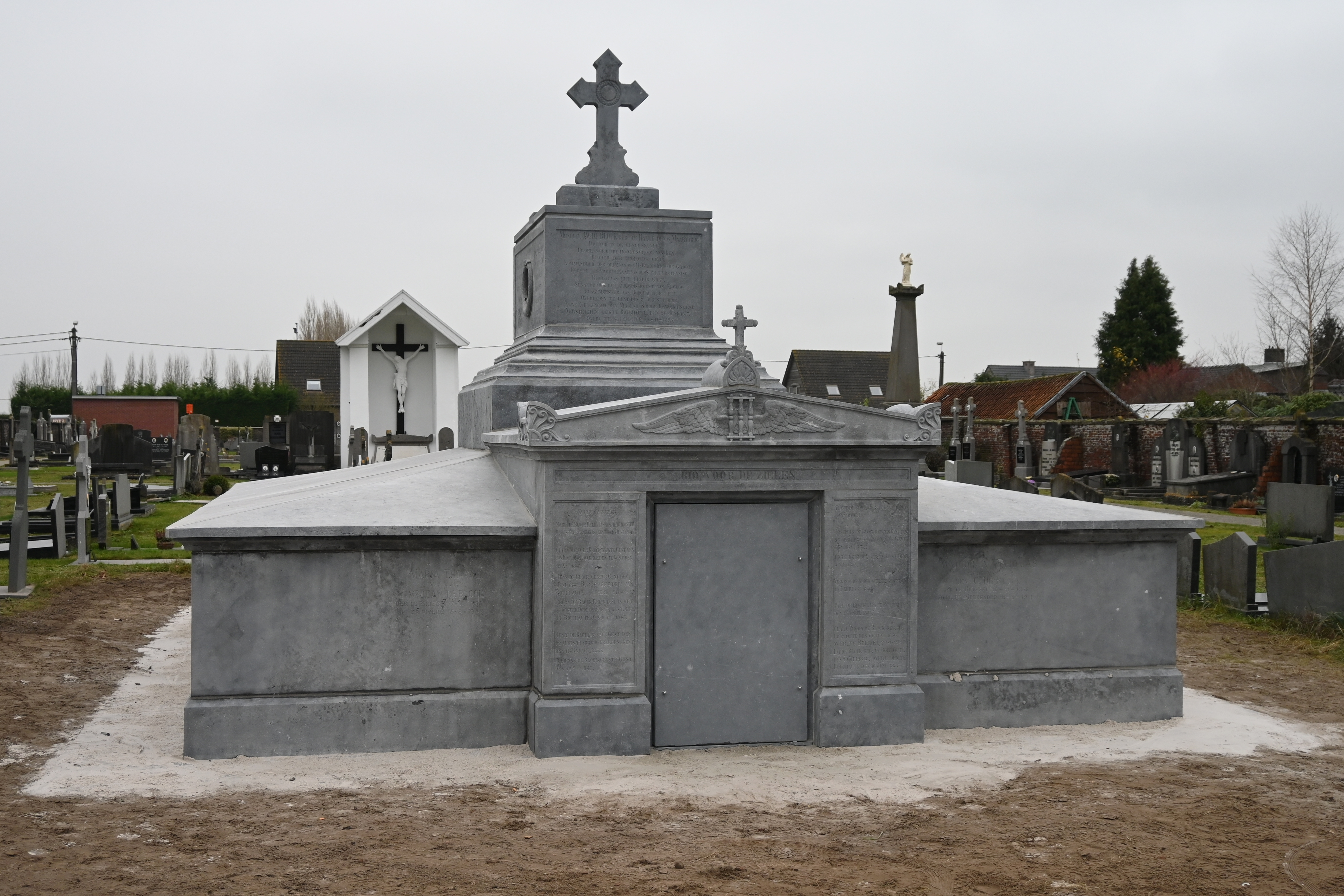
Mausoleum familie De Block (foto: Daniël Van den Berghe)

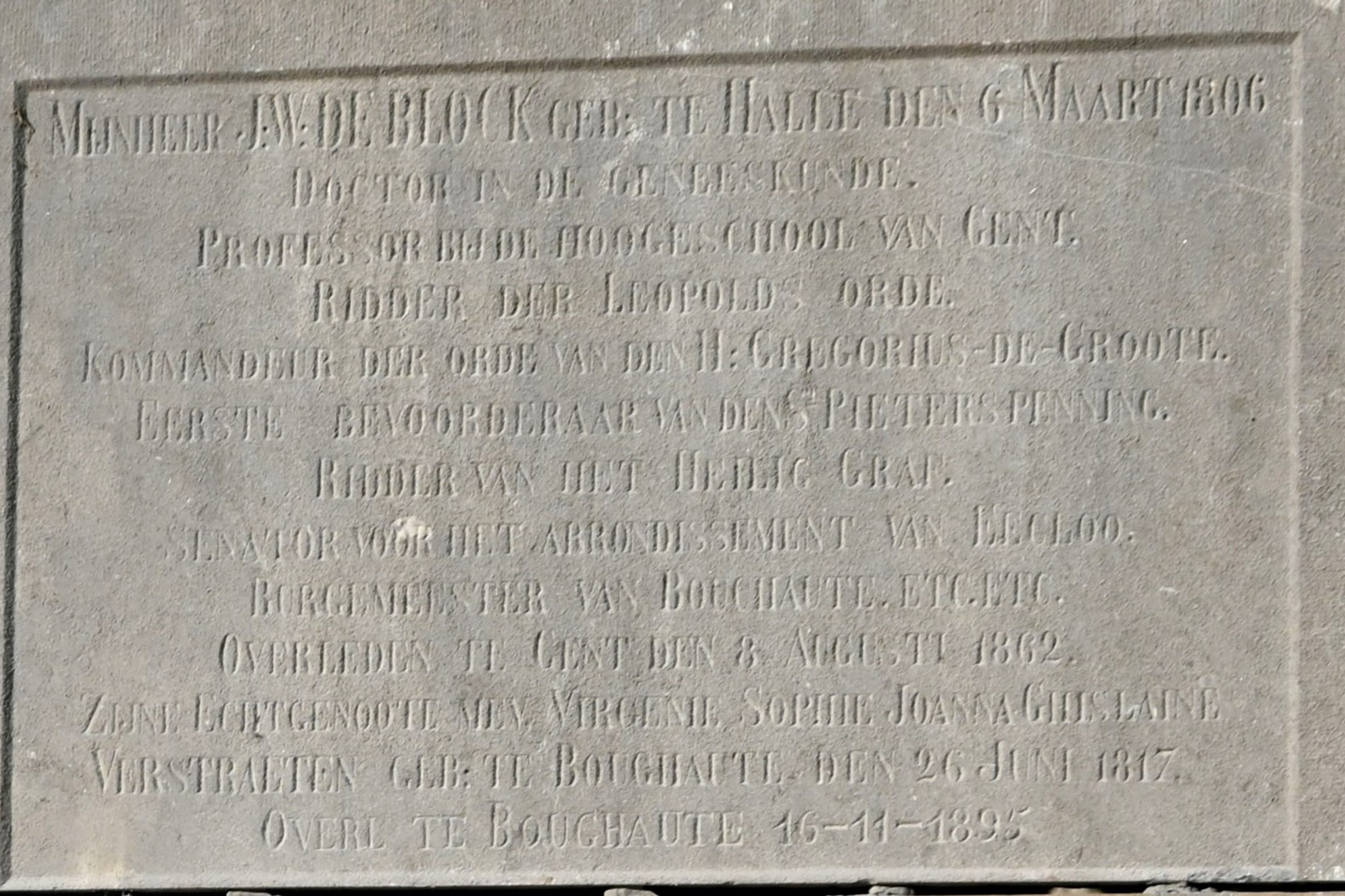
Detailopschrift mausoleum (foto: Daniël Van den Berghe)

Joseph Guillaume De Block (Halle, 6 maart 1806 - Gent, 8 augustus 1862) was een Belgisch senator en burgemeester.

## Levensloop
De Block was een zoon van Guillaume De Block, koopman en burgemeester van Halle, en van Anne Catherine Desmet. Hij trouwde met Virginie Verstraeten (Boekhoute, 26 juni 1817 - Boekhoute, 26 november 1895).
Als geneeskundestudent ging hij in 1826 vrijwillig in Groningen helpen bij het bestrijden van de Groninger ziekte, die 2800 doden vergde (10% van de bevolking) en vermoedelijk malaria betrof.
Hij werd in 1828 doctor in de geneeskunde aan de Rijksuniversiteit Gent en was vanaf dan tot aan zijn dood gevestigd als arts in Gent. 
in 1830 nam hij actief deel aan de Belgische Revolutie, wat ertoe leidde dat hij in 1831 door de eerste regent Surlet de Chokier tot lector aan de faculteit geneeskunde van zijn universiteit werd benoemd; daar werd hij vervolgens buitengewoon hoogleraar (1834) en gewoon hoogleraar (1841-1853). Hij was ook, vanaf 1834 hoofdgeneesheer in het Burgerlijk Hospitaal van Gent. Hij was medestichter van het tijdschrift L'Observateur médical belge (1834).
Naar aanleiding van de cholera-epidemie die Gent in 1831 trof publiceerde hij hierover in 1833 een brochure in het Frans; bij de volgende epidemie, in 1849, herwerkte hij deze en vertaalde ze ook in het Nederlands. Charles Rogier, toen minister van Binnenlandse Zaken, liet 3000 exemplaren hiervan landelijk verspreiden Behalve deze brochures publiceerde hij veel artikelen in kranten en tijdschriften. Joseph De Block was in 1832 als hoofdarts aangesteld in de als cholerahospitaal ingerichte vroegere Augustijnenkerk op de Brabantdam.
Van 1844 tot 1855 was hij provincieraadslid voor Oost-Vlaanderen. Om gezondheidsredenen ging hij in 1854 al met emeritaat, maar hij bleef actief in de politiek: In 1855 werd hij verkozen tot katholiek senator voor het arrondissement Eeklo en werd hij ook burgemeester van Boekhoute. Beide functies vervulde hij tot aan zijn dood in 1862.
De Block was verder nog:
- medestichter van de 'Société de Médecine' in Gent (1834),
- lid van de Koninklijke Academie voor Geneeskunde (1855),
- lid van de Toezichtsraad van de Landbouwschool (1849-1859[4]) in Torhout.

Joseph De Block werd begraven op de gemeentelijke begraafplaats van Boekhoute. Hij werd bijgezet in het familiemausoleum dat hij zelf liet vervaardigen. Het mausoleum van de familie De Block werd in 2011  beschermd als monument en in december 2024 helemaal gerestaureerd.

## Publicaties
- Sur le traitement du choléra-morbus (1833)[6]
- Over de cholera-morbus (1849)[7]